# Federico Millacet
Federico Damián Millacet Echevarria (n. Montevideo, Uruguay; 21 de julio de 1991) es un futbolista uruguayo. Juega de delantero y su equipo actual es Club Atlético Bella Vista de la Primera División Amateur de Uruguay. 

## Clubes
| Club                 | País    | Año       |
| -------------------- | ------- | --------- |
| Progreso             | Uruguay | 2009-2014 |
| Juventud Las Piedras | Uruguay | 2014-2015 |
| Sud América          | Uruguay | 2015-2017 |
| Progreso             | Uruguay | 2017-2019 |
| San Marcos de Arica  | Chile   | 2020-2021 |
| Progreso             | Uruguay | 2022      |
| Gualaceo S. C.       | Ecuador | 2022-2024 |
| Bella Vista          | Uruguay | 2024      |